# Пущин, Пётр Иванович
Пётр Иванович Пущин (11.12.1723 — 7.12.1812) — адмирал, флагман гребного флота, участник Семилетней и Русско-турецкой 1768—1774 годов войн, сенатор.

## Происхождение
Из дворян Тверской губернии. Родился 11 (22) декабря 1723 года в семье капитана 1-го ранга Ивана Михайловича Пущина.

## Биография
- 27 апреля 1743 года был определён в Морскую Академию, а 1 мая 1745 года, окончив полный курс академии, был произведен в гардемарины.
- 24 мая 1748 году был произведён в мичмана и назначен командиром канонерского корабля «Юпитер».
- В 1750 году командовал фрегатом «Архангел Михаил».
- 13 ноября 1751 года по окончании кампании был произведён в унтер-лейтенанты.
- В 1752 году отправился в Ревель, где и находился в течение всего 1753 года на брандвахтенном фрегате «Св. Яков».
- В 1755 году командовал фрегатом «Второй»,
- 18 марта 1756 года был произведён в корабельные секретари, и затем назначен командиром корабля «Ингерманланд».
- 27 марта 1757 года произведён в лейтенанты.
- 10 апреля 1762 года произведён в капитан-лейтенанты.
- В начале 1764 года командовал кораблем «Св. Михаил», сделав на нём переход из Ревеля в Кронштадт.
- 20 апреля 1764 года был произведён в капитаны 2-го ранга и назначен командиром корабля «Дмитрий Ростовский», на котором плавал по Балтийскому морю.
- В 1765 году во время путешествия Императрицы Екатерины II из Петербурга в Шлиссельбург Пущин командовал торншхоутом[1] «Ладога», затем плавал на яхте «Андрей». Оценен Императрицею «как энергичный и развитой офицер».
- В сентябре 1765 года Пущин был привлечен к занятию архивными делами Адмиралтейств-Коллегии, находившимися в большом беспорядке. Менее чем в один год под его руководством архив был разобран и приведен в полный порядок.
- В 1766 году Пущин был переведён из корабельного флота в галерный и был отправился в Тверь, где руководил постройками галер, а по окончании этих работ производил испытание сооруженных судов посредством пробного плавания по Волге от Твери до Казани.
- 2 мая 1767 года за успешную постройку судов на Волге был произведён в капитаны 1-го ранга и назначен сопровождать Государыню во время её путешествия в том же году от Твери до Симбирска в качестве командира 12-баночной галеры «Тверь».
- 5 июня 1767 года, в 7-м часу утра, Пущин высадил венценосную путешественницу в г. Симбирске, пройдя, таким образом, по Волге 1410 верст в 27 дней.
- В 1768 году Пущин с командами возвратился из Ярославля в Петербург.
- В 1769 году был послан в Тавров, а в мае месяце был послан с Икорецкой верфи к Азову, а в августе ему выпало главное наблюдение за промером устья рек, впадающих в Азовское море.
- В октябре 1769 года Пущин отправился во флотилию, стоявшую при крепости св. Дмитрия Ростовского, где и находился до отъезда вице-адмирала Сенявина, после чего вступил в главное командование Азовской флотилией. Во время этого командования Пущин заболел и просил о переводе в Петербург.
- В 1770 году назначен временно исполняющим делами главного командира над галерным портом (в отсутствие графа И. Г. Чернышева). Как опытный моряк, Пущин получил командование над пятью галерами, предназначенными для плавания по Финляндским шхерам, с практическою целью обучения рекрут. Плавание это Пущин совершил на галере «Свирепый».
- 27 декабря 1771 года был командирован на р. Хопёр «для приведения в порядок всего, касавшегося предстоящей постройки судов». В постройке судов Пущин выказал столько понимания и умения распоряжаться этим сложным делом, что в 1772 году на него была возложена постройка транспортных судов и двух фрегатов при Новохоперской крепости. В продолжение одного года Пущин блестяще выполнил возложенное на него поручение, за что и получил особую благодарность с отдачей о том в приказе от Адмиралтейств-Коллегии.
- В декабре 1772 года возвратился в Петербург, где его ожидало ответственное назначение — исправляющим должность капитана над Кронштадтским портом.
- 17 мая 1774 года Пущин Высочайшим указом был пожалован в чин бригадира и утвержден командиром порта.
- 1 января 1779 года был произведён в контр-адмиралы с оставлением капитаном порта
- 28 июля 1782 года произведён в вице-адмиралы и назначен генерал-интендантом флота.
- 14 марта 1784 года был отправлен в Смоленск для построения на реке Днепре судов, предназначенных к предпринимаемому путешествию Императрицы в Крым.
- 2 апреля 1787 года согласно указу «командование флотилией, назначенной к плаванию по Днепру до Екатеринослава» было возложено на генерал-интенданта вице-адмирала Пущина. В вознаграждение за командование флотилией Пущин был награждён орденом Св. Александра Невского.
- 19 мая 1787 года Пущин, по возвращении в Петербург, «вступил в отправление своих обязанностей» и в том же году был назначен присутствовать в Адмиралтейств-Коллегии.
- 27 марта 1788 года был назначен исполняющим обязанности главного командира Кронштадтского порта (вместо адмирала Грейга). После смерти адмирала Грейга Пущин был утвержден главным командиром Кронштадтского порта, причем в Высочайшем указе о назначении его было между прочим сказано, что местопребывание Пущина может быть по его личному усмотрению: «где больше надобности находить будет».
- С 1790 года — адмирал.
- 15 октября 1791 года ему было поручено заведовать работами по исправлению канала Петра Великого на острове Котлине.
- 17 декабря 1796 года, по вступлении на престол Императора Павла, был награждён орденом св. Апостола Андрея Первозванного.
- 12 февраля 1797 года адмирал Пущин был командирован в Москву, а 26-го марта того же года получил новое назначение — командиром дивизии «Белого Флага» Балтийского флота.
- 5 апреля 1797 года в день коронации императора Павла Первого, Пущину Высочайше было пожаловано 1300 душ крестьян в старостове Бобруйском, Минской губернии (эта награда была высшею по числу душ, розданных в то время Императором) в местечке Паричи[2].
- 7 июля 1797 года адмиралу Пущину были поручены работы по постройке Кронштадтских гаваней, а 12 июля того же года Высочайшим указом был назначен главнокомандующим Балтийским гребным флотом, с оставлением главным командиром Кронштадтского порта. Затем 3 августа Пущин был командирован из Кронштадта в Петербург, для присутствования в Адмиралтейств-Коллегии и для принятия командования над гребным флотом.
- 27 октября 1797 года был назначен сенатором в 4-й Департамент с оставлением в должности главного командира Балтийского гребного флота и Кронштадтского порта.
- С 1798 года — присутствующий в Сенате.
- С 1799 года — флагман гребного флота.
- С 21 мая 1802 года в отставке.

7 (19) декабря 1812 года умер в Санкт-Петербурге и был погребён на Смоленском кладбище.

## Семья
Жена, Короткоя Евфимия Матвеевна (1726—1810).
Сыновья, Иван (1754—1842) — генерал-лейтенант, сенатор, и Павел (1768—1828) — сенатор.

## Память

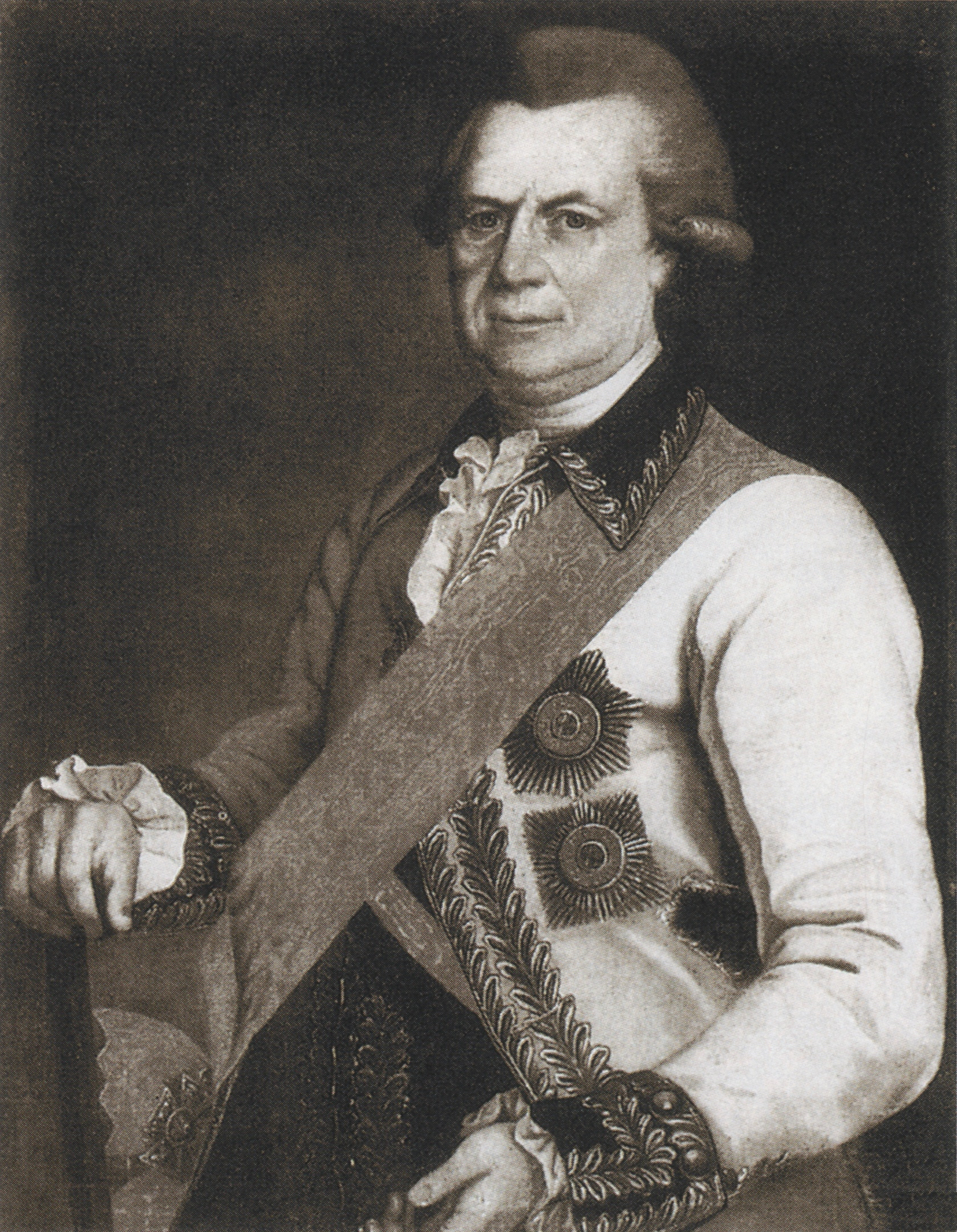
Портрет 1787-1790 гг.

«Будучи специалистом галерного дела, Пущин в продолжение Семилетней войны пробыл с Кашкиным и Иваном Крузе на наших галерах в Куришгафе. Это был неутомимый деятель, хотя несколько сухой и весьма требовательный к подчиненным. Как мореходный практик, Пущин не был выдающимся среди моряков; он даже считал себя совершенно несведущим в этой отрасли морского искусства, зато портовое хозяйство было им образцово поставлено. Он знал все имущество Кронштадтского порта наперечет до мельчайших подробностей, причем у него наготове всегда были запасы, которые в экстренных случаях не раз сослужили России хорошую службу. Эти-то качества придавали ему огромный вес в глазах заведывающего Морским ведомством Великого Князя Павла Петровича и вице-президента Адмиралтейств-Коллегии гр. И. Г. Чернышева, которые и выдвинули его по службе, поставив его на ту высоту, на которой он пребывал во время царствований Екатерины II, Павла І и начала царствования Императора Александра Павловича».

## Награды
- Орден Святого Владимира 1-й степени (24 ноября 1782)[4]
- Орден Святого Александра Невского (16 мая 1787)[4]
- Орден Святой Анны 1-й степени (17 декабря 1796)[4]
- Орден Святого апостола Андрея Первозванного (17 декабря 1796)[4]